# Bjuv (đô thị)
Đô thị Bjuv (tiếng Thụy Điển: Bjuv kommun) là một đô thị ở hạt Skåne của Thụy Điển. Thủ phủ là thị xã Bjuv. Dân số thời điểm 31 tháng 12 năm 2000 là 13705 người.